# Station Olland
Station Olland (Oll) is een voormalige stopplaats aan het Duitse Lijntje voor het dorp Olland bij Sint-Oedenrode.
Het station werd geopend in 1889 en reeds gesloten in 1895.